# Макс, моя любовь
«Макс, моя любовь» (фр. Max, Mon Amour) — сатирическая комедия режиссёра Нагисы Осимы, вышедшая на экраны в 1986 году. Лента принимала участие в конкурсной программе Каннского кинофестиваля и была номинирована на премию «Сезар» за лучший постер.

## Сюжет
Сотрудник британского посольства в Париже Питер Джонс замечает, что его супруга Маргарет ежедневно пропадает на несколько часов. Чтобы выяснить истину, он нанимает частного детектива, который сообщает, что Маргарет сняла квартиру и, похоже, встречается там с любовником. Загадка состоит в том, что за всё время наблюдения из квартиры не выходил ни один мужчина. Чтобы покончить с неопределённостью, Питер является по указанному адресу и обнаруживает, что его жена сожительствует с... шимпанзе по имени Макс.

## В ролях
- Шарлотта Рэмплинг — Маргарет Джонс
- Энтони Хиггинс — Питер Джонс
- Виктория Абриль — Мария
- Кристофер Ховик — Нельсон Джонс
- Пьер Эте — детектив
- Дайана Куик — Камилла
- Сабина Одепен — Франсуаза, проститутка
- Милена Вукотич — мать Маргарет
- Бернар-Пьер Доннадьё — Арчибальд
- Фабрис Лукини — Николя
- Эйлса Берк — Макс